# 18293 Pilyugin
18293 Pilyugin è un asteroide della fascia principale. Scoperto nel 1978, presenta un'orbita caratterizzata da un semiasse maggiore pari a 2,3485809 UA e da un'eccentricità di 0,2221284, inclinata di 4,49187° rispetto all'eclittica.